# جون إدواردز (سياسي أمريكي، مواليد 1831)
جون إدواردز (بالإنجليزية: John Edwards)‏ هو شخصية أعمال وسياسي أمريكي، ولد في 15 سبتمبر 1831، وتوفي في 11 مارس 1891. نشط حزبياً في الحزب الديمقراطي. وقد انتخب عضو جمعية ولاية ويسكونسن.